# Korněj Čukovskij
Korněj Ivanovič Čukovskij (Корне́й Ива́нович Чуко́вский, 31. března 1882 – 28. října 1969), rozený Nikolaj Vasiljevič Kornějčukov (Николай Васильевич Корнейчуков), byl ruský básník, překladatel, literární kritik a esejista. Je slavný především jako autor veršů a prózy pro děti. Známé jsou například jeho knihy Švábisko, Krokodýl, Mydlipán nebo Telefon; zejména úryvky z poslední jmenované jsou Rusům všeobecně známé a objevují se v každodenní konverzaci.
V češtině je nejznámější Čukovského dětská kniha Doktor Bolíto (Doktor Ajbolit), která je adaptací knihy anglo-amerického autora o doktoru Dolittleovi z roku 1920. 

## Dílo

### Díla vydaná v češtině (první vydání)
- Slunečná (překlad Zd. Hanušová, obrázky a obálka K. T. Neumann, úprava Ladislav Sutnar, jazykově přehlédl Augustin Doležal, V Praze, Československá grafická Unie, 1936)
- Doktor Bolíto (Doktor Ajbolit, pohádkové vyprávění o zvířátkách, přeložila Raisa Novotná, obálku a obrázky nakreslil Josef Lada], V Praze, Práce, 1946 a 1949)
- Muška Zlatouška (z rus. orig. Mucha Cokotucha přel. Jan Dolina a Taťjana Hašková, il. Josef Bidlo, Praha, SNDK, 1950)
- Někrasov o Puškinovi (z rus. orig. Nekrasov o Puškine přel. Jiří Moravec, verše přel. Jiří Honzík a j., Praha, Slovan. nakl., 1950)
- Voda, mýdlo, umyvadlo (z rus. orig. Mojdodyr přel. Jan Dolina a Tat’jana Hašková, Praha, Státní nakladatelství dětské knihy, 1950)
- Všechno naruby (z rus. orig. Putanica přel. Jan Dolina a Taťjana Hašková, il. Josef Bidlo, Praha, Státní nakladatelství dětské knihy, 1950)
- Od dvou do pěti (Z rus. pův. vyd. Ot dvuch do pjati přel., předmluvu naps. a pozn. a bibliogr. doplnila Milena Lukešová, verše přel. Jan Vladislav a Milena Lukešová, doslov Bohumil Říha, Praha, SNDK, 1959 )
- Mydlipán (přeložil J. V. Svoboda, ilustroval Miloš Noll, Praha, SNDK, 1961)
- Telefon (z rus. Skazki přel. Jiří V. Svoboda, il. Luděk Vimr, Praha, SNDK, 1965)
- Doktor Bolíto (Doktor Ajbolit, přeložila a upravila Ludmila Dušková, ilustrovala Eva Šalamounová, Praha, Lidové nakladatelství, edice Pírka ptáka Ohniváka, svazek 23, 1969)
- Hádanky a povídačky děda Kořena (z rus. orig. Čudo derevo i drugije skazki vybral a přel. Václav Daněk, doslov Irena Malá, il. Alois Mikulka, Praha, Albatros, 1980)

Po roce 1989:
- Doktor Bolíto (ilustroval Josef Lada, V Praze, Knižní klub, 2014)